# 沙河西路
沙河西路是中華人民共和國廣東省深圳市的一条南北向的主幹道，位於深圳南山區，因其主要在大沙河西岸而得名。
沙河西路南至深圳湾口岸（东滨路以南称为望海路），北至白芒检查站，貫穿了南山區西麗街道。

## 鄰近
- 深圳西麗湖麒麟山莊
- 深圳大學城

## 交通

### 公共交通
途經沙河西路的公交路线包括：
| 行经巴士路线一览 | 行经巴士路线一览           | 行经巴士路线一览      | 行经巴士路线一览       | 行经巴士路线一览      |
| 编号             | 路线                       | 路线                  | 路线                   | 备注                  |
| ---------------- | -------------------------- | --------------------- | ---------------------- | --------------------- |
| 19               | 桃源村总站                 | ⇆                     | 南山中心区公交总站     |                       |
| 43               | 红山六九七九公交首末站     | ⇆                     | 世界之窗地铁公交接驳站 |                       |
| 66               | 王京坑村总站               | ⇆                     | 世界之窗地铁公交接驳站 |                       |
| 67               | 丽康总站                   | ⇆                     | 颂德花园公交总站       |                       |
| 74               | 民治股份商业中心公交首末站 | ⇆                     | 阳光科创公交总站       |                       |
| 81               | 月亮湾公交综合车场         | ⇆                     | 民乐公交接驳站         |                       |
| 90               | 世界之窗总站               | ⇆                     | 深圳湾口岸A停车场      | 经石洲中路、科技南路  |
| 101              | 动物园总站                 | ⇆                     | 华新村总站             |                       |
| 201              | 南头总站                   | ⇆                     | 上梅林公交总站         | 合并原 240            |
| 226              | 动物园总站                 | ⇆                     | 赤湾地铁站总站         |                       |
| 235              | 已于2023年7月11日停办      | 已于2023年7月11日停办 | 已于2023年7月11日停办  | 已于2023年7月11日停办 |
| 325              | 光明圳美总站               | ⇆                     | 科技生态园公交总站     |                       |
| 326              | 华夏园总站                 | ⇆                     | 皇岗口岸               |                       |
| 332              | 已于2022年5月31日停办      | 已于2022年5月31日停办 | 已于2022年5月31日停办  | 已于2022年5月31日停办 |
| 392              | 正大城公交首末站           | ⇆                     | 世界之窗地铁公交接驳站 |                       |
| B606             | 大浪时尚小镇公交场站       | ↺                     | 阳台山东地铁站         |                       |
| B708             | 万科云城总站               | ↺                     | 西丽社区               |                       |
| 高峰专线3        | 松坪山总站                 | ⇆                     | 华新村总站             | 原 M132               |
| M203             | 盛宝布澜路口               | ⇆                     | 中兴人才公寓总站       | 原 361                |
| M208             | 大康社区总站               | ↺                     | 天颂雅苑               |                       |
| M369             | 已于2020年9月1日停办       | 已于2020年9月1日停办  | 已于2020年9月1日停办   | 已于2020年9月1日停办  |
| M488             | 已于2023年8月1日停办       | 已于2023年8月1日停办  | 已于2023年8月1日停办   | 已于2023年8月1日停办  |

途經沙河西路的地铁站包括：
- █5号线：西丽站
- █7号线：西丽站和茶光站

### 交匯道路
- 松白路
- 松旺一路
- 麻磡路
- 牛成村路
- 南光高速
- 同乐路
- 花墟路
- 報恩路
- 同发路
- 西丽湖路
- 留仙大道
- 龍珠大道／茶光路
- 南坪快速
- 北環大道（北環沙河西立交）
- 深南大道（深南沙河立交）
- 白石路
- 濱海大道（濱海沙河西立交）
- 东滨路 / 東濱隧道（廣深沿江高速）（東濱沙河西立交）
- 望海路